# Naturschutzgebiet Alter Ruhrgraben (Schwerte)
Das Naturschutzgebiet Alter Ruhrgraben mit einer Flächengröße von 30,82 ha befindet sich im Stadtgebiet von Schwerte im Kreis Unna in Nordrhein-Westfalen. Das Naturschutzgebiet (NSG) wurde 1998 vom Kreistag des Kreises Unna mit dem Landschaftsplan Nr. 6 Raum Schwerte ausgewiesen. Es liegt im Stadtteil Westhofen. Das NSG geht bis an die Stadtgrenze. Auf dem Gebiet der kreisfreien Stadt Hagen grenzt südlich und westlich direkt das gleichnamige Naturschutzgebiet Alter Ruhrgraben (Hagen) an. Im Südosten geht das NSG bis an die L 675. Dort ist die Autobahnabfahrt Schwerte-Ergste der A 45 nur etwa 300 m entfernt. Im Norden grenzen landwirtschaftliche Flächen und eine Wassergewinnungsanlage an. An der sehr schmalen Westseite geht das NSG bis zur L 673. 

## Gebietsbeschreibung
Im NSG liegt die Flussaue der Ruhr mit dem alten Ruhrgraben, während die Ruhr selbst meist weiter nördlich verläuft. Nur im Westen liegt ein kleines Ruhrstück im NSG. Im NSG befinden sich Grünland mit Hecken und Kopfbäume und Waldbereiche. Im Grünland sind auch Mager- und Feuchtwiesen. Im NSG sind ferner schwimmblattreiche Stillgewässer, Röhrichtflächen, Mädesüßfluren, Brachflächen, Hochstaudenfluren und Eichen-Hainbuchenwald zu finden.

## Schutzzweck
Das NSG wurde zur Erhaltung und Wiederherstellung von Lebensgemeinschaften oder Lebensstätten bestimmter wildlebender Pflanzen- und wildlebender Tierarten sowie zur Erhaltung und Entwicklung überregional bedeutsamer Biotope seltener und gefährdeter sowie landschaftsraumtypischer wildlebender Pflanzen- und wildlebender Tierarten von europäischer Bedeutung als Naturschutzgebiet ausgewiesen.

## Verbote und Gebote im NSG
Im NSG ist Angeln und Befahren der Ruhr mit Kanus oder anderen Wasserfahrzeugen verboten. Ferner ist verboten das Ruhrufer zu befestigen und die Kiesbänke ganz oder teilweise zu beseitigen oder zu verändern. Die Grünlandflächen dürfen nicht mehr als zweimal pro Jahr gemäht werden oder mit mehr als 2 Großvieheinheiten (1 Milchkuh = 1 Großvieheinheit) pro ha beweidet werden. Die 1. Mahd darf nicht vor dem 15. Juni und die 2. Mahd nicht vor dem 1. September eines Jahres erfolgen. Wegen der Bedeutung des NSG als Durchzugs-, Rast- und Überwinterungsgebiet vieler Vogelarten sind Gesellschaftsjagden verboten.
Für das NSG wurden eine Reihe spezieller Gebote erlassen. Zu den Geboten gehört, dass Flächen im NSG mit dem Entwicklungsziel Röhricht und Auwald der natürlichen Entwicklung zu überlassen werden. In den festgelegten Auwaldbereichen ist jegliche forstliche Nutzung zu unterlassen.